# 新潟県北部地震
新潟県北部地震（にいがたけんほくぶじしん）は、1995年4月1日12時49分に新潟県笹神村（現・阿賀野市の一部）を震源にしたMj 5.6の地震である。新潟県北部の地震と呼称される例もある。

## 概要
地震計で観測された最大震度は4であったが、県指定の文化財である市島邸湖月閣が完全に倒壊したのを始め、笹神村を中心に住家の全壊や半壊の被害が相次いだため、震度5に訂正された。また、震源が浅かったことから、震央付近の狭い範囲（5.6km * 1kmの範囲）で震度6に相当する揺れがあったものと推測された。震央地区上高田の熊野神社では、重力加速度を超える震動を生じた痕跡が残されていた。
当時震源付近に観測点はなく、やや離れた気象庁の観測点（新潟地方気象台）による観測と解析により震央は、新潟県（加治川）沖に発生し内陸部の笹神村に被害を生じたと報道されたが、他の機関による観測データを合わせた解析により羽越本線神山駅と月岡駅の中間にある笹神村上高田付近と求められた。また、震源の深さを気象庁では16kmとしているが、10kmとする解析結果もある。

### 地震像
震央は1964年新潟地震の余震域の南端にあたり、これまで地震活動は活発ではなかったが、1994年10月頃から群発地震が起こるようになった。1994年12月にはマグニチュード4〜5の地震が散発的に発生していたが、この地震はその群発地震の一連の活動の1つであることがその後の余震活動から明らかになっている。震源断層は既知の断層の活動による地震ではなく、当時知られていなかった伏在断層の活動による地震で新潟市付近の新潟平野に生じていた地震空白域の東端で発生した地震であり、一部の研究者からは大地震の可能性を指摘されていた。
最大余震は4月2日のM 5.2の地震である。

## 被害状況
人的被害としては死者はゼロで負傷者は82名であった。

### 建物被害
| 市町村名 | 住家被害 | 住家被害 | 住家被害  | 住家被害 | 非住家 被害 | 合計  |
| 市町村名 | 全壊     | 半壊     | 一部 損壊 | 計       | 非住家 被害 | 合計  |
| 合計     | 55       | 181      | 1,376     | 1,612    | 1,169       | 2,781 |
| -------- | -------- | -------- | --------- | -------- | ----------- | ----- |
| 豊栄市   | 0        | 23       | 176       | 199      | 168         | 367   |
| 笹神村   | 52       | 98       | 364       | 514      | 536         | 1,050 |
| 水原町   | 1        | 48       | 289       | 338      | 58          | 396   |
| 豊浦町   | 2        | 11       | 534       | 547      | 391         | 938   |
| 新発田市 | 0        | 1        | 7         | 8        | 6           | 14    |
| 新潟市   | 0        | 0        | 0         | 0        | 1           | 1     |
| 新津市   | 0        | 0        | 0         | 0        | 6           | 6     |
| 荒川町   | 0        | 0        | 1         | 1        | 0           | 1     |
| 京ヶ瀬村 | 0        | 0        | 1         | 1        | 1           | 2     |
| 聖籠町   | 0        | 0        | 2         | 2        | 0           | 2     |
| 加治川村 | 0        | 0        | 1         | 1        | 1           | 2     |
| 亀田町   | 0        | 0        | 1         | 1        | 0           | 1     |
| 味方村   | 0        | 0        | 0         | 0        | 1           | 1     |

出所：

### 人的被害
| 市町村名 | 重症 | 軽症 | 計 |
| -------- | ---- | ---- | -- |
| 豊栄市   | 1    | 17   | 18 |
| 笹神村   | 2    | 40   | 42 |
| 水原町   | 1    | 5    | 6  |
| 豊浦町   | 1    | 7    | 8  |
| 新発田市 | 1    | 1    | 2  |
| 京ヶ瀬村 | 0    | 2    | 2  |
| 横越村   | 0    | 1    | 1  |
| 亀田町   | 0    | 2    | 2  |
| 西川町   | 0    | 1    | 1  |

出所：
市町村合併で消滅した町村もあるが、地震被害当時の市町村名で記することとする。

## 前兆現象
群発地震以外の前兆現象としては、近くにある月岡温泉では湧出量の増加や井戸で自噴現象が観測されるなど、本地震前後に地下水・温泉の異常が報告されている。